# ГЛОНАСС сателити
ГЛОНАСС (радни назив Ураган) је серија три генерације сателита произвођених за обезбеђење функционисања истоимене навигационе мреже ГЛОНАСС. То су телекомуникациони сателити који одашиљу своју позицију и време, чиме пријемници на Земљи могу искалкулисати тренутну позицију у координатама. Налазе се у Средњој Земљиној орбити, и њихов орбитални период је око 12 сати (11 часова 15 минута 44 секундисекунд). Орбитална висина је око19100 км (18844-19440 км). Инклинација је 64,8 +0,3°.
Ексцентрицитет = 0 + 0,01.

## Историја и развој
Совјетски предлози за коришћење сателитске навигације почињу одмах у ери почетка свемирских истраживања. У време док су Американци још користили даноноћне летова авиона за бродску и копнену навигацију, група научника на челу са професором Шебшаевићем и Можаиским, из Ваздухопловне инжењерске академије истраживало је могућност коришћења средстава за навигацију радиоастрономских летелица. Резултати овог истраживања су објавили на интерној конференцији Совјетске свемирске агенцијеу октобру и децембру 1957. године. Прва генерација навигационих сателита, по имену Цикада, је представљена 1967. године. Годину дана касније, прелиминарна истраживања потврдила су техничку изводљивост глобалног сателитског навигационог система. Развој потпун глобалног сателитског навигационог система почео је у СССР 1972. године. 

### ГЛОНАССмрежа
Потпуно завршена ГЛОНАСС систем се очекивало да обухвати 21 активни и резервна три сателита распоређених у три орбиталне равни на надморској висини од 19,100 km и инклинација 64.8 степени према екватору. Протон ракете опремљен блоком Д или Бриз М горњим степеном је способан за испоруку три сателита, од којих два касније извршавају маневар ка својим коначним орбитама.
ГЛОНАСС констелација је дизајнирана да обезбеди тачност од 100 метара са својим прецизним "стандардним" , Ц / А сигналом, који су намерно деградирани, а тачност од 10-20 метара са П дијапазоном сигналом "високе прецизности", првобитно је било доступно искључиво у војне сврхе. Крајем 2004. године, председник Федералне космичке агенције, назвао је удаљености између војних и цивилних фреквенција у ГЛОНАСС систему, "незгодним" и обећао да ће обезбедити приступ навигације подацима високе прецизности свим корисницима.

## ГЛОНАСС летилица прве генерације (11Ф654)
Ураган сателит за ГЛОНАСС мрежу је развијен од стране НПО у Жељезногорску сада ИСС Решетњов, до почетка 1990-их, сателити су масовно произвођени у ПО Полет у Омску. Међутим НПО АМ касније се вратио пуном развоју и производњи Ураган-М летелице, "на лицу места." Последњи Ураган летелица коју је произвео ПО Полет је лансирана у децембру 2005. године.
Ураган сателит је стабилизована у три осе. Два соларна панела обезбеђују напајање. Ради неометаног рада тадашње апаратуре, унутрашњи простор сателита је херметичан и под притиском. Онбоард цезијумови часовници обезбеђују тачност времена до 1.000 наносекунди. Маса ових апарата је 1415 кг. Предајници шаљу Л-Банд навигацијске сигнале у 25 каналима раздвојених интервалима од 0.5625 МHz у два фреквентна опсега: 1602,5625—1615.,5 МHz и 1240—1260. МHz. EIM је од 25 до 27 dBW. Радни век ових сателита био је свега три године, те је њихова заменао и државање система оперативним била веома скупа, што је и довело да у време кризе деведесетих русија има свега 13 ових сателита у употреби. 
Први Глонасс (11Ф654) № 1 пуштен је у орбиту са Бајконура 12. октобра 1982. године под војним назначењем мисије Космос 1413. Последњ Глонасс (11Ф654) № 79 је лансиран 1. децембра 2001. године у мисији Космос 2381. Укупно је пуштено у рад 79 ових, сателита, а 80-ти се сматра пробном варијацијом Глонасс-М. 
До сада, су сви сателити пројекта Ураган замењени на ГЛОНАСС -М генерацију.

## ГЛОНАСС-М (14Ф113)
ГЛОНАСС-М (Ураган-М) верзија сателита поседује побољшане антене, продужени век трајања и увођење посебне фреквенције преносне посвећене цивилним корисницима, познатих као Л2. Сателит такође има повећану стабилност, прецизнију соларну оријентацију и бољу покретљивост. Инсталиран је и тачнији сат. Радни век је продужен на 7 година, што је скиро 2,5 пута дуже него код претходника. Маса апарата је 1415 кг, док по неким изворима достиже 1570 кг. Укупно је произведено и лансирано 42 оваква сателита, од којих први 1. децембра 2001, а последњи 24. марта 2014. године.

## ГЛОНАСС-К (14Ф17)
Верзија ГЛОНАСС-К је заснован на платформи Експресс-1000 потпуно нови развој ИСС Решетњова, који користи стандардизовани некомпресовани корпус. Ово је пре свега продужло радни век на минимум 10 година, а није занемарљиво ни увећање корисног простора и габарита, посебно соларних панела и батерија. Маса је сведена на ниво од 935 килограма. Апарат је направљен потпуно од руских компоненти, што је врло важно за обезбеђење рада у условима санкција.
Лансирање првог сателита успешно је обављено 26. фебруара 2011. године са космодрома Плесецк на Сојуз-2.1б ракети са Фрегат летелицом.
Друго, такође успешно, догодило се 1. децембра 2014. године.

### ГЛОНАСС-К2
Ревидирана верзија ГЛОНАСС-К сателита, познат као ГЛОНАСС-К2 је првобитно обећана је још 2013. године, међутим до 2012, није се очекивало да уђе употребу до 2015. године.

### ГЛОНАСС-КМ
Тек 2012. године, додатна ревизија Ураган сателита, познатих као ГЛОНАСС-КМ, би додатно проширили способност навигације. Према документу ИСС Ресшетнев из 2012, ГЛОНАСС-КМ би требало да буде лансиран у паровима на Ангара / Бриз-М ракета-носачу или један по један на Сојуз-2 (ракета-носач) / ФРЕГАТ (модул) почињу 2017. године. В спутниках дополнительно появятся два открытых сигнала в диапазонах частот L1 и L2. С 2017 года